# Francesco Maria Macchiavelli
Francesco Maria Macchiavelli (1608 – 22. listopadu 1653) byl italský katolický kardinál. Narodil se ve Florencii a byl biskupem ve Ferraře v letech 1638–1653.

## Život
Dne 16. prosince 1641 byl papežem Urbanem VIII. kreován kardinálem. 21. ledna 1651 vysvětil na biskupa pozdějšího papeže Inocence XI. Byl synovcem kardinála Lorenza Magalottiho a bratrancem kardinálů Francesca Barberiniho staršího a Antonia Barberiniho mladšího.
Zemřel ve Ferraře roku 1653.